# Korbschläger

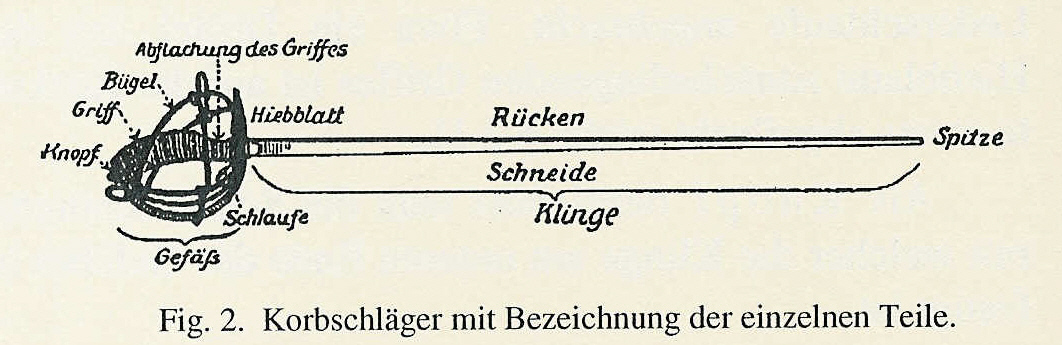
Adolf Meyer: Korbschläger, 1906

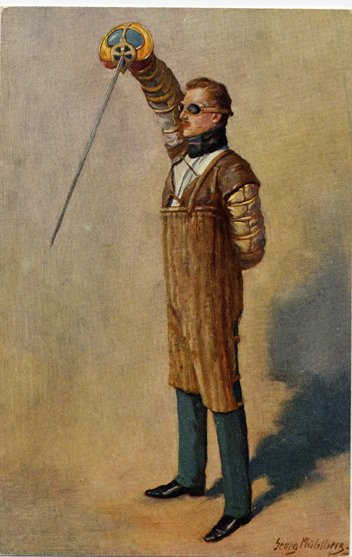
Georg Mühlberg: „Der Herr Paukant“ – Darstellung eines Fechters einer studentischen Mensur mit Korbschläger in „verhängter Auslage“

Ein Korbschläger ist eine studentische Fechtwaffe, die bei Mensuren verwendet wird. Der Handschutz dieser Hiebwaffe ist ein Drahtkorb. Die andere Form des studentischen Schlägers ist der im Osten Deutschlands verbreitete Glockenschläger.
Der Korbschläger (in der stumpfen Version als Übungswaffe früher auch „Haurapier“ genannt) entwickelte sich nach 1767 aus dem Göttinger Hieber. Er teilt sich ein in Klinge und Gefäß. Bestandteile des Korbschlägers sind Klinge, Korb, Griff, Schlaufe, Nuss und Mutter. Bestandteile des Korbes sind Hauptparierbügel, Nebenparierbügel, Hiebblech, Terz- und Quartbügel.
Man unterscheidet:
- Paukschläger (stumpfe Klinge) für den Übungsbetrieb,
- Paradeschläger (stumpfe Paradeklinge mit stumpfem Ende oder stumpfe Landesvaterklinge mit scharfer Spitze, Korb mit Farbeinlage) zum Chargieren sowie
- Mensurschläger (scharfe Klinge, Korb mit Farbeinlage) zum Fechten von Mensuren.

Der Korb des Korbschlägers ähnelt dem des akademischen Säbels.